# 段家石桥水库
段家石桥水库是中国云南省昭通市昭阳区境内的一座水库，位于小龙洞河上，建于1956年。水库正常库容为809万立方米，集雨面积为31平方千米，海拔为1998.3米。